# Another Night at the Museum
Another Night at the Museum is een Amerikaans jeugdboek van de Kroatische schrijver Milan Trenc, uitgegeven door Christy Ottaviano Books in 2013. Het is het vervolg op The Night at the Museum uit 1993 waarop 3 langspeelfilms gebaseerd zijn. 

## Verhaal
Het verhaal speelt zich af op de tweede dag van de nieuwe museumbewaker Larry. 's Nachts komt het American Museum of Natural History tot leven. De nachtwaker Larry is echter te laat. Aangezien hij de vorige nacht zoveel problemen had, laat zijn baas hem de oceaan-afdeling bewaken. Dit is een hele rustige afdeling waardoor Larry in slaap valt. Hij droomt dat hij zijn kraan van zijn bad heeft laten openstaan waardoor New York onder water staat. Larry's dochter belt hem hiervoor in zijn droom wakker. Vervolgens ontsnappen verscheidene grote museumstukken uit de oceaan-afdeling die tot leven zijn gekomen (waaronder een octopus en een walvis). Deze duwen het museum naar de oceaan. Larry en Melissa overtuigen ze om het museum terug te duwen voor de zon opkomt en ze draaien de kraan van hun bad dicht. Dan blijkt dit allemaal een droom te zijn geweest. Larry heeft de hele nacht geslapen.

## Opmerkingen
- In dit boek heet het personage Hector Larry, net als in de heruitgave van 2007 en in de langspeelfilms.
- In dit boek heeft Larry een dochter genaamd Melissa in plaats van een zoon genaamd Nick zoals in de films.